# Johannes Gutenberg
Johannes Gensfleisch zur Laden zum Gutenberg (k. 1393–1406 – 3 tháng 2 năm 1468) là một thợ kim hoàn, nhà phát minh, người in ấn và nhà xuất bản người Đức mà đã giới thiệu in ấn đến châu Âu với công nghệ in ép. Việc giới thiệu cách in với các con chữ rời cơ học tới châu Âu đã bắt đầu cuộc cách mạng in ấn và được coi là một cột mốc của thiên niên kỷ thứ hai, mở ra thời kỳ hiện đại của lịch sử loài người. Việc này đóng một vai trò quan trọng trong sự phát triển của Phục hưng, Cải cách, Thời đại Khai sáng, và cuộc cách mạng khoa học và đặt nền tảng vật chất cho nền kinh tế dựa trên tri thức hiện đại và truyền bá học tập đến quần chúng.
Gutenberg năm 1439 là người châu Âu đầu tiên sử dụng con chữ rời để in. Trong số nhiều đóng góp của ông cho việc in ấn là: phát minh ra một quy trình sản xuất hàng loạt dùng con chữ rời; việc sử dụng mực gốc dầu để in sách; khuôn in có khả năng điều chỉnh; con chữ rời cơ học; và việc sử dụng máy in bằng gỗ tương tự như máy ép nén hoa quả của nông nghiệp thời kỳ này. Phát minh thực sự mang tính thời đại của ông là sự kết hợp các yếu tố này thành một hệ thống thực tế cho phép sản xuất hàng loạt sách in và có hiệu quả kinh tế cho các nhà in và độc giả. Phương pháp chế tạo con chữ của Gutenberg theo truyền thống được coi là bao gồm một hợp kim đúc chữ kim loại và khuôn đúc cho loại đúc. Hợp kim này là hỗn hợp của chì, thiếc và antimon nóng chảy ở nhiệt độ tương đối thấp để đúc nhanh hơn và kinh tế hơn, đúc tốt và tạo ra một con chữ bền.
Ở Châu Âu thời Phục hưng, sự xuất hiện của in ấn với con chữ rời cơ học đã giới thiệu kỷ nguyên truyền thông đại chúng làm thay đổi vĩnh viễn cấu trúc xã hội. Sự lưu thông tương đối không hạn chế của thông tin, bao gồm cả những ý tưởng mang tính cách mạng, đã vượt ra khỏi biên giới, chiếm được quần chúng trong cuộc Cải cách và đe dọa quyền lực của các cơ quan chính trị và tôn giáo; sự gia tăng mạnh mẽ về xóa mù chữ đã phá vỡ sự độc quyền của giới tinh hoa về giáo dục và học tập và củng cố tầng lớp trung lưu mới nổi. Trên khắp châu Âu, sự tự nhận thức về văn hóa ngày càng tăng của người dân đã dẫn đến sự gia tăng của chủ nghĩa dân tộc, được tăng tốc bởi sự nở rộ của các ngôn ngữ bản địa châu Âu đến sự bất lợi của tình trạng tiếng Latin là lingua franca. Vào thế kỷ 19, việc thay thế máy ép kiểu Gutenberg vận hành bằng tay bằng máy ép quay chạy bằng hơi nước cho phép in ở quy mô công nghiệp, trong khi in kiểu phương Tây được áp dụng trên toàn thế giới, trên thực tế đã trở thành phương tiện duy nhất để in ấn số lượng lớn hiện đại.

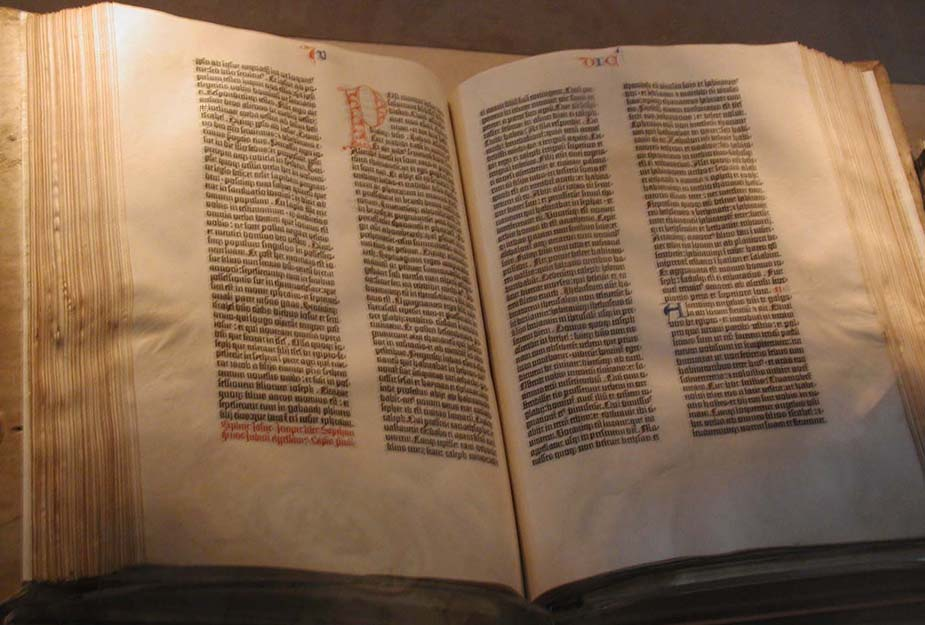
Kinh thánh Gutenberg 42 dòng được in vào năm 1450.

Việc sử dụng con chữ rời di động là một cải tiến rõ rệt trên bản thảo viết tay, đây là phương pháp sản xuất sách hiện có ở châu Âu, và tốt hơn so với in mộc bản, và cách mạng hóa việc in sách ở châu Âu. Công nghệ in của Gutenberg lan rộng nhanh chóng khắp châu Âu và sau đó trên thế giới.
Tác phẩm chính của ông, Kinh thánh Gutenberg (còn được gọi là Kinh thánh 42 dòng), là phiên bản in đầu tiên của Kinh thánh và đã được hoan nghênh vì chất lượng kỹ thuật và thẩm mỹ cao.

## Đầu đời

Gutenberg trong một bản khắc đồng thế kỷ 16

Gutenberg được sinh ra tại thành phố Đức Mainz, con trai út của quý tộc thương gia Friele Gensfleisch zur Laden và người vợ thứ hai, Else Wyrich, là người con gái của một chủ cửa hàng. Người ta cho rằng ông đã được rửa tội ở khu vực gần nơi sinh của ông là St. Christoph. Theo một số ghi chép lại, Friele là một thợ kim hoàn cho giám mục tại Mainz, nhưng rất có thể, ông đã tham gia vào việc buôn bán vải. Năm sinh của Gutenberg không được biết chính xác, nhưng đó là vào khoảng giữa năm 1394 và 1404. Vào những năm 1890, thành phố Mainz tuyên bố ngày sinh chính thức và mang tính biểu tượng của ông là ngày 24 tháng 6 năm 1400.
John Lienhard, nhà sử học công nghệ, nói: "Hầu hết thời kỳ thơ ấu của Gutenberg là một bí ẩn. Cha ông làm việc với giáo hội. Gutenberg lớn lên và biết buôn bán đồ của thợ kim hoàn. "  Điều này được hỗ trợ bởi nhà sử học Heinrich Wallau, người nói thêm, "Trong thế kỷ 14 và 15, [tổ tiên] của ông đã khẳng định một vị trí cha truyền con nối là... những người giữ gia đình của chủ nhân của đúc tiền tổng giáo. Trong khả năng này, họ chắc chắn có được kiến thức và kỹ năng kỹ thuật đáng kể trong gia công kim loại. Họ cung cấp các bạc hà với kim loại được đặt ra, thay đổi các loài khác nhau của tiền xu, và đã có vị trí chuyên gia đánh giá trong các trường hợp giả mạo tiền." 
Wallau cho biết thêm, "Họ của ông được lấy từ ngôi nhà có cha Gutenberg và tổ tiên của Gutenberg 'zu Laden, zu Gutenberg'. Ngôi nhà của Gänsfleisch là một trong những gia đình quý tộc của thị trấn, có dòng dõi truy nguyên từ thế kỷ thứ mười ba. "  Những người Patrician (giới thượng lưu giàu có và chính trị) ở Mainz thường được đặt theo tên những ngôi nhà mà họ sở hữu. Khoảng năm 1427, cái tên zu Gutenberg, đặt theo tên ngôi nhà của gia đình này ở Mainz, được ghi nhận là đã được sử dụng lần đầu tiên.
Vào năm 1411, đã có một cuộc nổi dậy ở Mainz chống lại những người yêu nước, và hơn một trăm gia đình đã buộc phải rời đi. Do đó, Gutenbergs được cho là đã chuyển đến Eltville am Rhein (Biệt thự Alta), nơi mẹ ông có một bất động sản thừa kế. Theo nhà sử học Heinrich Wallau, "Tất cả những gì được biết về tuổi trẻ của Gutenberg là ông đã không ở Mainz vào năm 1430. Người ta cho rằng ông di cư vì lý do chính trị đến Strasbourg, nơi gia đình có thể có mối liên hệ. "  Ông được cho là đã học tại Đại học Erfurt, nơi có một hồ sơ ghi danh của một sinh viên tên là Julian de Altavilla vào năm 1418-Altavilla là hình thức chữ Latin của Eltville am Rhein.
Cuộc sống của Gutenberg trong 15 năm tiếp theo vẫn chưa được biết một cách rõ ràng, nhưng vào tháng 3 năm 1434, một lá thư của ông cho biết rằng ông đang sống ở Strasbourg, nơi anh ta có một số người thân ở bên mẹ. Gutenberg cũng có vẻ là một thành viên thợ kim hoàn ghi danh vào lực lượng dân quân Strasbourg. Vào năm 1437, có bằng chứng cho thấy Gutenberg đang hướng dẫn một thương nhân giàu có về đánh bóng đá quý, nhưng không rõ ông đã có được kiến thức này ở đâu. Vào năm 1436/37, tên của ông cũng xuất hiện tại tòa án liên quan đến lời hứa hôn nhân tan vỡ với một người phụ nữ từ Strasbourg, Ennelin. Cuộc hôn nhân thực sự có tồn tại hay không đã không được ghi lại. Sau cái chết của cha mình năm 1419, ông được nhắc đến trong thủ tục thừa kế.

## Máy in ép

Máy in ép gỗ ban đầu, miêu tả năm 1568 bởi Jost Ammam. Máy ép như vậy có thể in ra tới 240 trang mỗi giờ.

Khoảng năm 1439, Gutenberg đã tham gia vào một thất bại về tài chính khi chế tạo những chiếc gương kim loại đánh bóng (được cho là để thu ánh sáng thần thánh từ các di tích tôn giáo) để bán cho khách hành hương đến Aachen: vào năm 1439, thành phố đã lên kế hoạch trưng bày bộ sưu tập các di vật của Hoàng đế Charlemagne nhưng sự kiện đã bị trì hoãn một năm do trận lụt nghiêm trọng và số vốn ông đã bỏ ra không thể được hoàn trả. Khi câu hỏi làm hài lòng các nhà đầu tư được đưa ra, Gutenberg được cho là đã hứa sẽ chia sẻ một "bí mật". Người ta đã suy đoán rộng rãi rằng bí mật này có thể là ý tưởng in ấn với con chữ có thể di chuyển được. Cũng vào khoảng năm 1439, 4040, Laurens Janszoon Coster người Hà Lan đã nảy ra ý tưởng in ấn. Truyền thuyết kể rằng ý tưởng đã đến với Coster "như một tia sáng".
Cho đến khi ít nhất 1444 Gutenberg sống ở Strasbourg, rất có thể là ở giáo xứ St. Arbogast. Đó là tại Strasbourg vào năm 1440, ông được cho là đã hoàn thiện và tiết lộ bí mật in ấn dựa trên nghiên cứu của mình, mang tên bí ẩn là Aventur und Kunst (doanh nghiệp và nghệ thuật). Không rõ Gutenberg đã tham gia vào công việc gì, hoặc liệu một số thử nghiệm đầu tiên với việc in dùng con chữ di động có thể được thực hiện ở đó. Sau này, có một khoảng cách bốn năm về ông không được nhắc đến. Năm 1448, ông trở lại Mainz, nơi ông vay tiền từ anh rể Arnold Gelthus, hoàn toàn có thể cho một ấn phẩm in ấn hoặc đồ dùng liên quan. Đến ngày này, Gutenberg có thể đã quen thuộc với việc in intaglio; người ta tuyên bố rằng ông đã làm việc trên các bản khắc đồng với một nghệ sĩ được gọi là Master of Playing Card.
Đến năm 1450, chiếc máy in ép đã hoạt động, và một bài thơ tiếng Đức đã được in, có thể là thứ đầu tiên được in tại chiếc máy in này. Gutenberg đã có thể thuyết phục người chuyên cho vay tiền giàu có Johann Fust cho vay 800 guilder. Peter Schöffer, người đã trở thành con rể của Fust, cũng gia nhập doanh nghiệp. Schöffer đã làm việc như một người ghi chép ở Paris và được cho là đã thiết kế một số kiểu chữ đầu tiên.

### Trích dẫn
1. ↑  Wagner 2000, tr. 58.
2. ↑  Company, Houghton Mifflin Harcourt Publishing. "The American Heritage Dictionary entry: Gutenberg, Johann". www.ahdictionary.com. {{Chú thích web}}: |tác giả= có tên chung (trợ giúp)
3. 1 2  Childress 2008
4. ↑  See People of the Millenium Lưu trữ ngày 3 tháng 3 năm 2012 tại Wayback Machine for an overview of the wide acclaim. In 1999, the A&E Network ranked Gutenberg no. 1 on their "People of the Millennium" countdown Lưu trữ ngày 29 tháng 8 năm 2010 tại Wayback Machine. In 1997, Time–Life magazine picked Gutenberg's invention as the most important of the second millennium Lưu trữ ngày 10 tháng 3 năm 2010 tại Wayback Machine ; the same did four prominent US journalists in their 1998 resume 1,000 Years, 1,000 People: Ranking The Men and Women Who Shaped The Millennium Lưu trữ ngày 3 tháng 3 năm 2012 tại Wayback Machine. The Johann Gutenberg entry of the Catholic Encyclopedia describes his invention as having made a practically unparalleled cultural impact in the Christian era.
5. ↑  McLuhan 1962; Eisenstein 1980; Febvre & Martin 1997; Man 2002
6. ↑  Soap, Sex, and Cigarettes: A Cultural History of American Advertising By Juliann Sivulka, page 5
7. ↑  "Gutenberg's Invention - Fonts.com". Fonts.com.
8. ↑  "How Gutenberg Changed the World". livescience.com.
9. ↑  McLuhan 1962; Eisenstein 1980; Febvre & Martin 1997; Man 2002
10. ↑  See People of the Millenium Lưu trữ ngày 3 tháng 3 năm 2012 tại Wayback Machine for an overview of the wide acclaim. In 1999, the A&E Network ranked Gutenberg no. 1 on their "People of the Millennium" countdown Lưu trữ ngày 29 tháng 8 năm 2010 tại Wayback Machine. In 1997, Time–Life magazine picked Gutenberg's invention as the most important of the second millennium Lưu trữ ngày 10 tháng 3 năm 2010 tại Wayback Machine; the same did four prominent US journalists in their 1998 resume 1,000 Years, 1,000 People: Ranking The Men and Women Who Shaped The Millennium Lưu trữ ngày 3 tháng 3 năm 2012 tại Wayback Machine. The Johann Gutenberg entry of the Catholic Encyclopedia describes his invention as having made a practically unparalleled cultural impact in the Christian era.
11. ↑  St. Christopher's Lưu trữ ngày 4 tháng 11 năm 2014 tại Wayback Machine – Gutenberg's baptismal church
12. 1 2  Hanebutt-Benz, Eva-Maria. "Gutenberg and Mainz". Bản gốc lưu trữ ngày 11 tháng 12 năm 2006. Truy cập ngày 24 tháng 11 năm 2006.
13. ↑  "Lienhard, John H". Uh.edu. ngày 1 tháng 8 năm 2004. Truy cập ngày 15 tháng 8 năm 2012.
14. 1 2 3  Wallau, Heinrich. "Johann Gutenberg". The Catholic Encyclopedia. Vol. 7. New York: Robert Appleton Company, 1910.
15. ↑  Martin, Henri-Jean (1995). "The arrival of print". The History and Power of Writing. University of Chicago Press. tr. 217. ISBN 0-226-50836-6.
16. ↑  Dudley, Leonard (2008). "The Map-maker's son". Information revolutions in the history of the West. Northampton, MA: Edward Elgar. tr. 78. ISBN 978-1-84720-790-6.
17. ↑  "Gutenberg und seine Zeit in Daten (Gutenberg and his times; Timeline)". Gutenberg Museum. Bản gốc lưu trữ ngày 22 tháng 12 năm 2006. Truy cập ngày 24 tháng 11 năm 2006.
18. ↑  Wolf 1974
19. ↑  Burke, James (1978). Connections. London: Macmillan Publishers. tr. 101. ISBN 0-333-24827-9.
20. ↑  Burke, James (1985). The Day the Universe Changed. Boston, Toronto: Little, Brown and Company. ISBN 0-316-11695-5.
21. ↑  Lehmann-Haupt, Hellmut (1966). Gutenberg and the Master of the Playing Cards. New Haven: Yale University Press.
22. ↑  Klooster, John W. (2009). Icons of invention: the makers of the modern world from Gutenberg to Gates. Santa Barbara, CA: ABC-CLIO. tr. 8. ISBN 978-0-313-34745-0.